# Central Station (Film)
Central Station (im brasilianischen Original: Central do Brasil) ist ein Spielfilm des brasilianischen Regisseurs Walter Salles aus dem Jahr 1998. Das Roadmovie basiert auf einer Idee von Salles und wurde u. a. von den Filmstudios Canal Plus, MACT Productions und Riofilmes produziert.

## Handlung
Die pensionierte Grundschullehrerin Dora arbeitet als Briefeschreiberin am Zentralbahnhof Rio de Janeiros, dessen Name Estação Central do Brasil im Original auch Titel des Films ist. Um sich etwas Haushaltsgeld zu ihrer kleinen Rente dazuzuverdienen, setzt sie für Menschen, die des Schreibens nicht mächtig sind, Briefe an deren Geliebte, Freunde oder Verwandte auf und verspricht, diese gegen entsprechende Bezahlung weiterzuleiten. Tatsächlich erreicht aber nur sehr selten ein Brief den Empfänger, da die mit den Jahren verbitterte und amoralische Dora die Kuverts nie abschickt. Die persönlichen Mitteilungen dienen ihrer Erheiterung und der ihrer Nachbarin und Freundin Irene, und beide entscheiden gemeinsam über deren Schicksal. Als Dora eines Tages den Brief der enttäuschten Ana nach Hause bringt, die ein Zusammentreffen zwischen ihrem 9-jährigen Sohn Josué und dem getrennt lebenden Vater, Jesus, arrangieren will, bewahrt Irene diesen vor dem Zerreißen. Einen Tag später kommt die Mutter wieder mit ihrem Sohn zu Dora, bittet, den unfreundlich formulierten Brief zu zerreißen und einen neuen aufzusetzen. Sichtlich glücklich plant sie, nächsten Monat mit ihrem Sohn Josué ins Hinterland von Rio de Janeiro zu reisen, um den Trinker, der sie einst misshandelte, wiederzusehen.
Wenige Minuten nachdem sie Dora ihren Brief diktiert hat, wird Ana vor dem Bahnhof von einem Bus erfasst und getötet. Josué, der den Tod seiner Mutter mit ansehen musste, seiner einzigen Verwandten in Rio, wendet sich daraufhin wenig später an Dora, um einen Brief an seinen Vater zu diktieren. Dora weigert sich aber, ohne Bezahlung einen Brief aufzusetzen, und der verstörte Junge verbringt von nun an tagsüber seine Zeit auf dem Zentralbahnhof, während er nachts von den Wachleuten auf die Straßen der Millionenmetropole gejagt wird. Dora hat bald Mitleid mit Josué und nimmt ihn, in Übereinkunft mit dem Straßenhändler Pedrão, zuhause bei sich auf. Das Kind, das in einer Schublade den nie abgeschickten Brief seiner Mutter nebst seinem beigefügten Foto entdeckt, wird schon bald von Dora und dem Straßenhändler für 2000 US-Dollar an eine Adoptionsagentur verkauft, die die Kinder laut Angaben der Inhaberin ins Ausland vermittelt.
Dora kauft sich von ihrem Anteil einen teuren neuen Fernseher, sieht sich aber bald mit den Fragen Irenes konfrontiert, die Josué sehr zugetan war. Als sie erfährt, dass sich der Junge nicht in den Händen der örtlichen Fürsorge, sondern bei einer privaten Vermittlung befindet, appelliert Irene an Doras Gewissen. Josué sei mit seinen neun Jahren viel zu alt, um im Ausland adoptiert zu werden, und könnte sich möglicherweise in der Gewalt von skrupellosen Organhändlern befinden. Die alleinstehende Dora verbringt daraufhin schlaflose Nächte und entscheidet sich schließlich, den Jungen zurückzuholen. Sie entführt Josué mit viel Glück aus der Wohnung der Kinderhändler und sieht sich dazu gezwungen, den Jungen zu seinem Vater im Hinterland von Rio de Janeiro zu bringen. Die Reise von der selbst aus zerrütteten Familienverhältnissen stammenden Dora und dem aufschneiderischen Josué, der seine Begleiterin als Lügnerin entlarvt hat, schweißt das ungleiche Paar zusammen.
Unterwegs knüpft die ältere, trinkfreudige Frau ein zärtliches Band zu dem Lastwagenfahrer César, der sich aber sehr zu Doras Leidwesen aus dem Staub macht. Dora und der Junge besuchen einen heiligen Berg, wo sie das Taschentuch von Josués Mutter zurücklassen. An ihrem Ziel im Pilgerort Bom Jesus angekommen, erfahren Dora und Josué, dass der Vater ein Haus in der Lotterie gewonnen hat und längst weggezogen ist. Den Erlös aus dem Verkauf seines alten Hauses hat Jesus mit Alkohol durchgebracht. Hungrig und ohne Geld kommt es zum Streit zwischen Josué und Dora, die entkräftet während der Feierlichkeiten zu Ehren der Jungfrau Maria in einem schäbigen Gebetshaus zusammenbricht. Am nächsten Morgen wacht sie in den Armen Josués auf, der ihre Fähigkeit zum Schreiben vor Ort vermarktet, wodurch sie so viel Geld einnehmen können, dass es für eine Mahlzeit und eine Übernachtung im Hotel reicht. Als Josué nach dem Vorbild Doras die diktierten Briefe vernichten will, hält ihn die Frau auf und schickt sie am nächsten Tag im Postamt ab.
Im Heimatort von Josués Vater angekommen, erfahren beide, dass Jesus vor Monaten verschwunden ist, treffen aber auf seine älteren Söhne Isaía und Moisés, die sich im Ort mit einer florierenden Tischlerwerkstatt ihr Brot verdienen. Josués Stiefbrüder berichten davon, dass ihr Vater am Weggang Anas zerbrach, dem Alkohol verfiel und nach Rio de Janeiro ging, um seine Liebste zu suchen. In einem Monate alten Brief, den Dora den Brüdern vorliest, hofft der Vater auf eine gemeinsame Zukunft mit Ana und seinen älteren Söhnen. Dora fügt heimlich den Namen Josués im Brief hinzu, der clevere Junge bemerkt aber ihr gut gemeintes Manöver.
Am folgenden Morgen steht Dora früh auf, um den Ort zu verlassen und Josué, den sie eigentlich plante zu adoptieren, in der Obhut seiner älteren Stiefbrüder zu belassen. Sie zieht das Kleid an, das ihr Josué von dem in Bom Jesus verdienten Geld schenkte, und lässt den Brief, den seine verstorbene Mutter ihr einst diktierte, zurück. Josué selbst erwacht wenig später, kann aber den Bus, in dem Dora ihre Heimreise antritt, nicht mehr erreichen. Während der Bus den Ort verlässt, schreibt Dora einen Brief an Josué, in dem sie ihn bestärkt, daran zu glauben, dass sein Vater doch noch zurückkehren wird. Gleichzeitig sehnt sich Dora nach ihrem eigenen Vater, den sie mit sechzehn Jahren verließ und kurz vor seinem Tod flüchtig begegnete.

## Entstehungsgeschichte

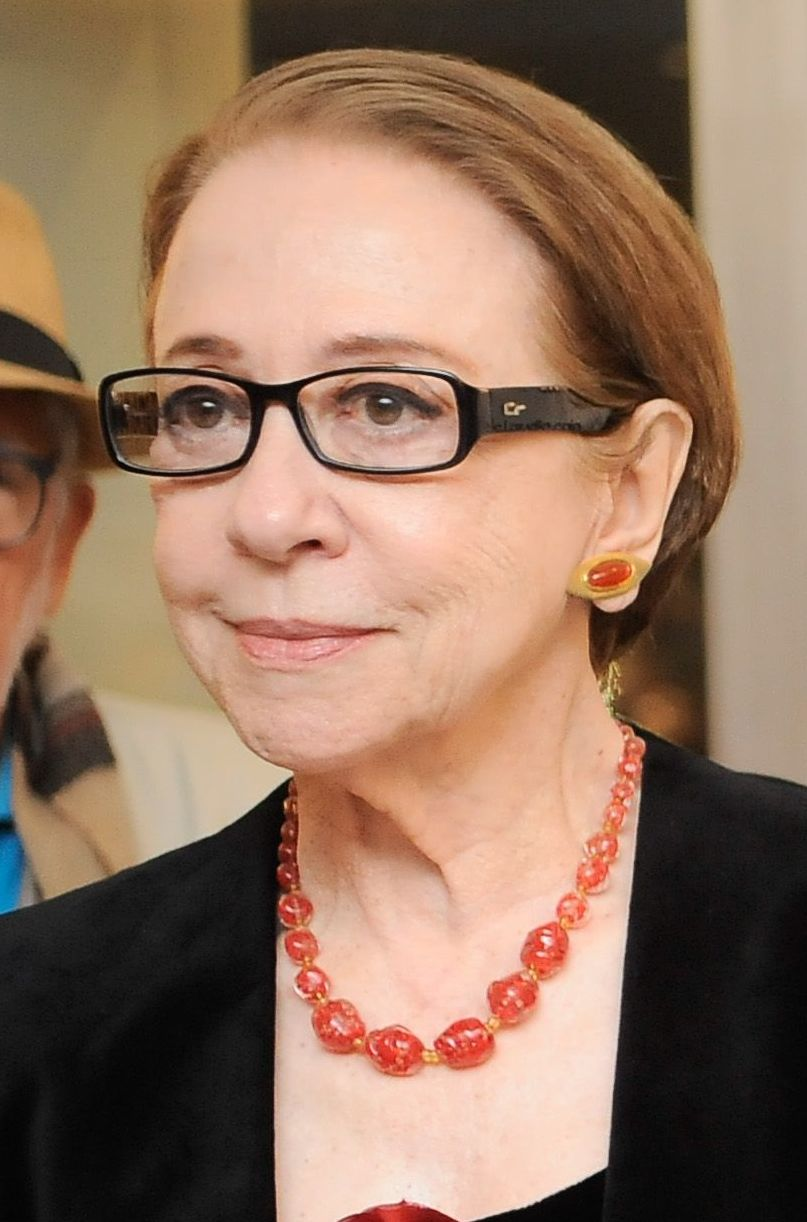
Fernanda Montenegro

Als ihm eines Morgens der Einfall zu seinem vierten Spielfilm kam, so Walter Salles in einem Interview, schrieb der Regisseur die Basishandlung der Geschichte sofort nieder und betraute später die beiden jungen und noch unerfahrenen Drehbuchautoren João Emanuel Carneiro und Marcos Bernstein mit seinen Aufzeichnungen. Bernstein hatte sich 1996 das erste Mal bei Walter Salles und Daniela Thomas’ Film Foreign Land als Drehbuchautor profiliert. Ebenfalls stellte Central Station erst das zweite zu bearbeitende Filmskript für João Emanuel Carneiro dar, der sein Debüt als Regisseur und Drehbuchautor zwei Jahre zuvor mit seinem wenig beachteten neunminütigen Kurzfilm Pão de Açúcar gefeiert hatte. Mehrere Monate an Arbeit waren vonnöten, ehe das finale Filmskript für Central Station vollendet war. Für die Hauptrolle der Dora konnte Salles die 67-jährige Fernanda Montenegro verpflichten. Die brasilianische Schauspielerin gilt in ihrer Heimat ebenso als Star wie Gena Rowlands in den USA oder Giulietta Masina in Italien, was vor allem auf ihr Mitwirken in über fünfzig Theaterstücken von Eugene O’Neill, Friedrich Dürrenmatt sowie Rainer Werner Fassbinders Die bitteren Tränen der Petra von Kant zurückzuführen ist. Mit diversen Auftritten in TV-Serien und -Filmen erwarb sie sich den Titel der Grande Dame des brasilianischen Fernsehens, zog aber stets die Theaterarbeit dem Kino vor. So hatte Montenegro, seit ihrem Schauspieldebüt in Leon Hirszmans A Falecida im Jahr 1965, vor Central Station lediglich in zwölf weiteren Kinofilmen mitgewirkt.
Für die Rolle des Josué wurde der elfjährige Vinícius de Oliveira verpflichtet. Walter Salles hatte in der Vorproduktionsphase von Central Station ohne Erfolg 1500 Kinder in ganz Brasilien für den Part vorsprechen lassen. Während die Dreharbeiten näher rückten, fuhr Salles eines Tages zum kleinen Flughafen im Zentrum Rio de Janeiros, wo er von einem Schuhputzer-Jungen angesprochen wurde. Der Straßenjunge, Vinícius de Oliveira, bat um Kleingeld für ein Sandwich, da an dem regnerischen Tag Klienten bei ihm ausgeblieben waren. Er versprach dem Regisseur das Geld zurückzuzahlen, wenn dieser am späten Nachmittag aus São Paulo zurückkomme. Salles gefiel De Oliveiras Gesicht und sein würdevolles Auftreten und fragte den Jungen, der niemals zuvor ein Kino besucht hatte, ob er Lust hätte, an Probeaufnahmen für einen Film teilzunehmen. Obwohl das Straßenkind noch weitere Freunde im selben Alter mit zu dem Casting brachte, gelangte er an seine erste Filmrolle und freundete sich im Verlauf der Dreharbeiten schnell mit der Filmcrew an. Ebenfalls unterstützt wurde Central Station von dem bekannten Schweizer Filmproduzenten Arthur Cohn, der im Laufe der Produktion zum Projekt hinzustieß und Regisseur Walter Salles ideenreich zur Seite stand. Weitere Koproduzenten stammten aus Brasilien, Frankreich und Japan. Gedreht wurde u. a. auf Rio de Janeiros Zentralbahnhof, dessen Name Central do Brasil als Originaltitel für den Film herhielt. Gedreht wurde mit 35-mm-Filmkameras von Moviecam und Panaflex.

## Rezeption
Das Road Movie feierte seine Premiere am 16. Januar 1998 in der französischsprachigen Schweiz. Nachdem der Film drei Tage später auf dem berühmten US-amerikanischen Sundance Film Festival gezeigt und vom Publikum gefeiert wurde, war Central Station einen Monat später im Wettbewerb der Berlinale vertreten, wo er ebenfalls von der Kritik hochgelobt wurde. Ihren offiziellen Kinostart feierte die Independent-Produktion am 3. April 1998 und lief dort mit mehr als 1,5 Mio. Kinobesuchern erfolgreicher in den Filmtheatern als James Camerons Titanic (1997) oder Roland Emmerichs Actionfilm Godzilla (1998). Seine Uraufführung in Nordamerika fand Walter Salles Werk am 13. September 1998 auf dem Toronto Film Festival, wo er in einer Publikumswahl Platz drei hinter Roberto Benignis Das Leben ist schön und Kirk Jones’ Lang lebe Ned Devine! belegte. Der US-amerikanische Kinostart erfolgte knapp zwei Monate später, am 20. November 1998. Der 2,9 Mio. US-Dollar teure Film, mit dem Werbeslogan “He was looking for the father he never knew. She was looking for a second chance.” (dt.: „Er suchte nach dem Vater, den er nie kannte. Sie suchte nach einer zweiten Chance“) versehen, konnte innerhalb von drei Monaten allein in den USA seine Produktionskosten wieder einspielen und erwirtschaftete dort bis zum 11. Juli 1999 einen Gewinn von fast 5,6 Mio. US-Dollar. In der Gunst von Kinopublikum und Kritikern stand die einfühlsame Inszenierung des ehemaligen Dokumentarfilmers Salles, die manchen Filmkritiker an Hector Babencos Asphalt-Haie (1981) erinnerte, wieder andere an Hal Ashbys Harold und Maude (1971) oder Filme des Italienischen Neorealismus. Fast noch größeren Widerhall fand Hauptdarstellerin Fernanda Montenegro, deren Schauspielleistung als eine der besten des Kinojahres 1998 bewertet wurde. Negative Stimmen kritisierten die Inszenierung des brasilianischen Filmemachers als zu sentimental gestaltet und den Wandel der Protagonistin von der einsamen Zynikerin zur moralischen Heldin als zu vorhersehbar. Salles, der sich mit der Figur der Dora primär dem Wunsch der Menschen nach Kommunikation (bzw. deren Mangel) widmen wollte, um Emotionen und Gefühle auszudrücken, konnte drei Jahre später mit dem Drama Hinter der Sonne an den Erfolg von Central Station anknüpfen.

## Kritiken
„Der Erfolg des Films ruht größtenteils auf den Schultern von Fernanda Montenegro, eine Schauspielerin die jedwede Versuchung vereitelt, dass Sentimentalität ihr Verhältnis zu dem Kind ruinieren könnte. Sie versteht, dass der Film nicht wirklich von der Suche des Jungen nach seinem Vater handelt, sondern von ihrer eigenen Wiedererweckung. Dieser Prozess ist so sorgfältig bemessen, dass wir nicht gleich die Stelle bemerken, an der sie in eine nettere Person übergeht.“

„Ein Road Movie, das die triste soziale Wirklichkeit Brasiliens angesichts des Neoliberalismus spiegelt und zugleich den Wandel seiner Protagonisten erfahrbar macht, die ihre Gefühlskälte ablegen und Mitmenschlichkeit erfahren. Ein über weite Strecken dokumentarischer anmutender Film, dessen sensible Darstellung einer ungleichen Freundschaft über die teils allzu märchenhafte Konstruktion hinweghilft.“

„Mit ‚Central Station‘ porträtiert der durch seine Dokumentarfilme bekannt gewordene Salles ein von Tristesse und hohler Religiosität geprägtes Land, in dem ein Menschenleben wenig zählt. Seine Bilder einer seelenlosen, von Kriminalität beherrschten Stadt kontrastieren im Verlauf des Films mit der Ödnis des kargen Hinterlands, doch diesmal beläßt es Salles nicht beim Dokumentieren: Dora und Josué verleihen dem Road-Movie nicht nur emotionale Tiefe, die brillanten Darbietungen von Montenegro und Oleveira (offenbar ein Naturtalent) verbinden auch die einzelnen Stationen der Reise und ringen dem trostlosen Bild eines Landes im Umbruch sogar ein Stückchen Hoffnung ab.“

„Wunderbar beobachtend und mit einer bravouröse Leistung der brasilianischen Schauspielerin Fernanda Montenegro in der Hauptrolle betrachtet er (der Film) anmutig diese auf seltsame Weise zusammengebrachten Charaktere, die einen störrischen Bund entwickeln der tief greifend beide verändert. Salles Hintergrund als Dokumentarfilmer gibt diesem liebenswerten, mitreißenden Film eine derbe Wahrnehmung von Brasiliens verarmter, ländlicher Landschaft, sobald er seine Hauptdarsteller in Richtung Straße mitnimmt.“

„Fernanda Montenegro zeigt eine bahnbrechende Darstellung in dem brasilianischen Film ‚Central Station‘. Kein Make-Up tragend und all ihre 67 Jahre aufzeigend, ist sie sensationell als Dora, einer verbitterten alten Jungfer die sich mit einem Jungen anfreundet dessen Mutter verstirbt – und begleitet ihn auf eine lange Reise um seinen Vater zu finden.“

„Jeder Film, der einen niedlichen Halbwaisen aufbietet, um ein hartes Herz weichzuklopfen, macht es sich unverdient leicht. Doras Weg zur inneren Läuterung ist vorgezeichnet, und ‚Central Station‘, der bei der Berlinale Anfang des Jahres den Goldenen Bären gewann, zerrt die Zuschauer gnadenlos von Etappe zu Etappe. Wäre dieser Film ein Roman, es wäre am besten im Bahnhofsbuchhandel aufgehoben.“

## Auszeichnungen
Der Film erhielt den Goldenen Bären der Berlinale 1998 für den besten Film. Central Station galt bei der Oscarverleihung im Jahr 1999 (offizielle Zählung 1998) als Favorit auf die Trophäe für den besten fremdsprachigen Film des Jahres. Das Drama war im Vorfeld mit dem Golden Globe Award und British Academy Film Award in derselben Kategorie ausgezeichnet worden. Bei der Verleihung der Academy Awards am 21. März 1999 im Dorothy Chandler Pavilion in Los Angeles konnte sich Walter Salles Film überraschenderweise nicht gegen Roberto Benigni kontrovers diskutierte Kriegskomödie Das Leben ist schön durchsetzen. Fernanda Montenegro, als erste brasilianische Schauspielerin für den Oscar nominiert, musste sich in der Kategorie Beste Hauptdarstellerin der US-Amerikanerin Gwyneth Paltrow (Shakespeare in Love) geschlagen geben. Bei den Golden Globe Awards im selben Jahr war Montenegro, nominiert als beste Hauptdarstellerin in einem Drama, Cate Blanchett (Elizabeth) unterlegen.
Ferner erhielt der Independentfilm den Satellite Award als beste fremdsprachige Produktion des Jahres. Fernanda Montenegro erhielt den Silbernen Bären der Berlinale als Beste Darstellerin, den Preis der National Board of Review und der Filmkritikervereinigung von Los Angeles.

### Oscar 1999
Oscar 1999
- nominiert in den Kategorien
  - Bester fremdsprachiger Film
  - Beste Hauptdarstellerin (Fernanda Montenegro)

### British Academy Film Awards 1999
British Academy Film Awards 1999
- Bester nicht-englischsprachiger Film

### Golden Globe Awards 1999
Golden Globe Awards 1999
- Bester fremdsprachiger Film
- nominiert in der Kategorie Beste Hauptdarstellerin – Drama (Fernanda Montenegro)

### Weitere
Amanda 1999
- nominiert in der Kategorie Bester ausländischer Film

Argentinian Film Critics Association Awards 2000
- Bester ausländischer Film

Berlinale 1998
- Goldener Bär als Bester Film
- Silberner Bär in der Kategorie Beste Hauptdarstellerin (Fernanda Montenegro)
- Preis der Ökumenischen Jury

Manaki Brothers Film Festival 1998
- Beste Kamera
- Preis der Studentenjury

Camerimage 1998
- Beste Kamera

Chlotrudis Awards 1999
- nominiert in der Kategorie Beste Hauptdarstellerin (Fernanda Montenegro)

Cinema Writers Circle Awards 1999
- Bester ausländischer Film

César 1999
- nominiert in der Kategorie Bester ausländischer Film

Ft. Lauderdale International Film Festival 1998
- Kritikerpreis – Beste Hauptdarstellerin (Fernanda Montenegro)

Guldbagge 2000
- nominiert in der Kategorie Bester ausländischer Film

Havana Film Festival 1998
- Beste Hauptdarstellerin (Fernanda Montenegro)
- Spezialpreis der Jury
- Preis der Universität von Havanna
- Glauber-Rocha-Preis – Besondere Belobigung (Walter Salles)
- Besondere Belobigung – Kinddarsteller (Vinícius de Oliveira)

Independent Spirit Awards 1999
- nominiert in der Kategorie Bester ausländischer Film

Los Angeles Film Critics Association Awards 1998
- Beste Hauptdarstellerin (Fernanda Montenegro)

National Board of Review Awards 1998
- Bester fremdsprachiger Film
- Beste Hauptdarstellerin (Fernanda Montenegro)

Online Film Critics Society Awards 1999
- nominiert in der Kategorie Bester fremdsprachiger Film

San Sebastián International Film Festival 1998
- Publikumspreis
- Preis der Jugendjury

Satellite Awards 1999
- Bester fremdsprachiger Film
  - nominiert in den Kategorien
    - Beste Hauptdarstellerin – Drama (Fernanda Montenegro)
    - Bestes Original-Drehbuch

Silver Daisy Awards 1998
- Silberne Daisy

Spain Film Critics Association Awards 1999
- Bester fremdsprachiger Film

São Paulo Association of Art Critics Awards 1999
- Bester Film
- Beste Regie
- Beste Hauptdarstellerin (Fernanda Montenegro)
- Beste Kamera